# Philaenus abieti
Philaenus abieti är en insektsart som först beskrevs av Matsumura 1904.  Philaenus abieti ingår i släktet Philaenus och familjen spottstritar. Inga underarter finns listade i Catalogue of Life.